# Initiative populaire « pour la création d'un service civil »
L'initiative populaire fédérale « Pour la création d'un service civil » dite initiative de Münchenstein, est une initiative populaire suisse présentée en termes généraux et approuvée par l'Assemblée fédérale le 18 septembre 1973. La modification constitutionnelle résultant de cette initiative a, quant à elle, été refusée en votation le 4 décembre 1977.

## Contenu
Cette initiative, conçue en terme généraux, demande une modification de l'article 18 de la Constitution fédérale pour y introduire la possibilité, outre le service militaire qui reste obligatoire, d'effectuer l'obligation de servir sous la forme d'un service civil.

## Déroulement

### Contexte historique
Le mouvement de refus de servir au sein de l'armée voit le jour dès le début du XXe siècle, en particulier à la suite d'un mouvement d'opposition lancé de Genève par des membres de différentes communautés religieuses. Une première proposition formelle d'introduire une possibilité de service civil pour « les hommes astreints aux obligations militaires et condamnés une première fois pour refus de servir pour des motifs religieux, moraux ou politiques » ; cette proposition, soutenue par le département militaire n'a cependant pas été mise en œuvre par le Conseil fédéral jugeant qu'une modification aussi fondamentale ne pouvait être prise dans le cadre spécial des pleins pouvoirs qui lui étaient alors dévolus.
Par la suite, plusieurs voix se font entendre pour relancer la mise en place d'un service civil de remplacement ; en 1924 en Suisse, le Conseil fédéral rend un rapport sur le sujet dans lequel il prend fermement position contre une telle proposition, arguant en particulier qu'en « abolissant l'obligation générale de faire du service militaire, on créerait, dans l'organisation de notre défense, une brèche que les gens opposés à notre armée ne manqueraient pas d'utiliser pour lui porter de nouveaux coups ».
Après la Seconde Guerre mondiale, une première révision du code pénal militaire, datant de 1950 diminue les peines infligées aux objecteurs de conscience ; une seconde modification, approuvée en 1967, assouplit encore ces mesures, en particulier par la prise en compte de motifs d'ordre moral comme éléments en faveur d'une réduction de peine. Malgré ces assouplissements, des pétitions et sont encore régulièrement adressées en faveur de l'établissement d'une alternative au service militaire ; c'est en particulier le but de cette initiative populaire.

### Récolte des signatures et dépôt de l'initiative
La récolte des 50 000 signatures nécessaires par le comité d'initiative composé de membres du corps enseignant du gymnase cantonal de Münchenstein (dans le canton de Bâle-Campagne) s'est déroulée entre le 15 septembre 1970 et le 12 janvier 1972. Le même jour, elle a été déposée à la chancellerie fédérale qui l'a déclarée valide le 31 janvier.

### Discussions et recommandations des autorités
Dans son rapport aux Chambres fédérales, le Conseil fédéral recommande d'accepter cette initiative et de lancer, dans ce but, « les travaux indispensables à la revision de l'article 18 de la constitution » qui devraient être précédés par une large consultation de tous les milieux concernés. Le Parlement accepte la proposition du Conseil fédéral et approuve l'initiative le 18 septembre 1973.

## Effets
Comme pour tout changement constitutionnel, la modification de l'article 18 introduisant, à la suite de cette initiative, un service civil de remplacement pour toute personne qui, « du fait de ses convictions religieuses ou morales, ne peut
concilier avec les exigences de sa conscience l'accomplissement du service militaire dans l'armée », est soumise à la votation populaire. Cette votation, qui se déroule le 5 mai 1977, résulte sur un refus populaire de cette modification par 62,4 % des votants. Par la suite, une nouvelle initiative « pour un authentique service civil basé sur la preuve par l'acte » est également refusée le 26 février 1984 par 63,8 % des votants, avant que la création d'un service civil en Suisse ne soit finalement acceptée par le peuple le 17 mars 1992 par 82,5 % des votants.